# 28. lovski polk (Wehrmacht)
 Za druge 28. polke glej 28. polk.
 28. lovski polk je bil lovski polk v sestavi redne nemške kopenske vojske med drugo svetovno vojno.

## Zgodovina
Polk je bil ustanovljen 15. decembra 1941 z reorganizacijo 28. pehotnega polka.